# David Williamson Shaffer
David Williamson Shaffer (10 de mayo de 1964, Nueva York) es profesor distinguido de la Universidad de Wisconsin-Madison,  del departamento de Psicología Educativa, profesor de analítica del aprendizaje de la Fundación Obel en la Universidad de Aalborg en Copenhague, filósofo de datos en el Centro de investigación educativa de Wisconsin y director de EFGames, LLC.

## Educación y carrera
Shaffer estudio Historia y Estudios de Asia del Este (1987) en la universidad de Harvard, y la maestría (1996) y el doctorado (1998) en Ciencias y arte de medios en el MIT. Shaffer fue estudiante de James J. Kaput, Mitchell Resnick, William J. Mitchell y Seymour Papert, este último estudiante de Jean Piaget.
Shaffer comenzó su carrera como profesor en La escuela de la montaña, una escuela independiente en Vershire, VT. Trabajó como profesor formador en la organización Cuerpos de Paz de los EE. UU. en Nepal de 1989 a 1991 en un programa de formación para profesores de matemáticas y ciencias de Novell secundaria,  patrocinado por el Banco de Desarrollo asiático.
Después de completar sus estudios en el MIT, Shaffer dio cursos sobre tecnología en el programa de Educación en la Escuela de posgrado de Educación de Harvard y realizó investigación en educación médica en la Escuela de Medicina de Harvard y el Hospital general de Massachusetts.
En 2001, Shaffer se convirtió en profesor-ayudante en Psicología de la educación en la Universidad de Wisconsin-Madison. Luego fue profesor asociado en 2006, profesor de tiempo completo en 2008, y profesor distinguido de Ciencias del aprendizaje en 2016. También ha sido profesor de la Fundación Obel en analíticas del aprendizaje en la Universidad de Aalborgen, Copenhague, desde 2016, investigador principal en el Centro de Wisconsin de investigación en Educación desde 2001, y académico afiliado del Instituto Gaylord Nelson para Estudios Medioambientales en la Universidad de Wisconsin-Madison desde 2005.
En 2008, Shaffer fundó EFGames, LLC, una empresa de desarrollo de juegos educativos y consultoría.
Shaffer fue becario Marie Curie en la Universidad de Utrecht de 2008 a 2009, y recibió una beca para el Instituto Europeo de Estudios Avanzados en la École Normale Supérieure de Lyon en 2015.

## Teorías
Shaffer es investigador en los campos de Ciencias del aprendizaje, Educación, y psicología educativa, más conocido por su trabajo sobre juegos de computadora y aprendizaje. La investigación de Shaffer estaba basada originalmente en el desarrollo de juegos epistémicos, o juegos que simulan solución de problemas del mundo real. 
Con base en estudios acerca de cómo aprenden las personas a solucionar problemas complejos en escenarios reales, Shaffer desarrolló la teoría del marco epistémico, la cual sugiere que el pensamiento profesional es mejor comprendido no en términos de conocimiento y habilidades en un ámbito profesional, sino cuando un marco epistémico compuesto de conocimiento, habilidades, valores e  identidad se enlazan por una epistemología profesional particular—-una manera de tomar decisiones y justificar acciones. Esta teoría ha sido probada en una gama de profesiones como  arquitectura, periodismo, planificación urbana, e ingeniería.
Construido  a partir de la teoría del marco epistémico, el análisis de red epistémica (ARE) es una técnica matemática empleada para cuantificar el desarrollo de marcos epistémicos. Basado en el análisis de redes sociales (ARS) crea modelos de red de las conexiones que una persona o grupo de personas crea entre los elementos del marco (habilidades, conocimiento, valores, identidades, y epistemologías) de una práctica profesional.

## Juegos epistémicos
Shaffer ha trabajado en la creación y estudio de varios juegos epistémicos.

### Pandora Proyecto
Los jugadores se convierten en negociadores de alto nivel y deciden aspectos relacionados con una controversia médica real, por ejemplo, la ética de trasplantar órganos de animales a humanos. A lo largo del camino, los participantes aprenden  biología, relaciones internacionales, y mediación.

### Mundo Escher
Los jugadores se convierten en artistas gráficos y crean una exposición de arte matemático al estilo de M.C. Escher. Con base en un estudio de diseño arquitectónico, el juego ayuda a los jugadores a aprender a pensar como diseñadores acerca de la geometría y arte gráfico.

### Journalism.net
Los jugadores se convierten en reporteros que trabajan para una revista en línea. Trabajando con periodistas profesionales y entrevistando dirigentes comunitarios, estos reporteros jóvenes aprenden acerca de cómo piensan los periodistas acerca de las noticias y su importante relación con la comunidad.

### Zoológico digital
Los jugadores se convierten en ingenieros biomecánicos. Utilizando un sofisticado simulador de física, diseñan personajes prototipos para una película animada. Los jugadores se entrevistan con clientes y expertos en ingeniería, y presentan su trabajo, desarrollando así habilidades para el mundo real, al tiempo que aprenden conceptos de ciencia e ingeniería.

### Ciencia urbana
Los jugadores se involucran en prácticas profesionales de planificación urbana y aprenden cómo convertirse en pensadores ecológicos en el proceso. Trabajan juntos sobre cómo atacar asuntos urbanos que enfrenta su ciudad, utilizando iPlan, un Sistema de Información Geográfico (GIS), herramienta que les ayuda desarrollar un plan integral para su comunidad.

### Ciencia de tierra
Ciencia de tierra extiende el juego Ciencia Urbana. En Ciencia de Tierra, los jugadores se convierten en becarios en la oficina de una planificación urbana y regional empresa ficticia: Asociados de administración de la Tierra. Los jugadores valoran las decisiones de uso de la tierra en áreas ecológicamente sensibles, interactúan con los interesados virtuales y usan iPlan para desarrollar planes de uso de la tierra para sitios locales y nacionales.

### Nephrotex
Los jugadores son recibidos como nuevos trabajadores de una compañía ficticia (Nephrotex), cuya tecnología central es la unidad de ultrafiltration  de una máquina de hemodiálisis. La tarea de los jugadores es diseñar una máquina de diálisis de siguiente generación, que incorpore nanotubos de arbono y químicos tensoactivos en las fibras vacías de la unidad de diálisis. Dado que el diseño es una disciplina fundacional para ingenieros, este juego se  centra en traer el diseño de ingeniería al alumnado de primer año.

## Análisis de Red Epistémica (ARE)
El Análisis de Red Epistémica fue originalmente desarrollado como una herramienta para modelar premisas conectadas que caracterizan al aprendizaje complejo en comunidades de práctica en términos de marcos epistémicos. Aunque originalmente fue diseñado para evaluar marcos epistémicos en entornos de juego virtual, el ARE es utilizado  generalmente para cuantificar la estructura de conexiones que constituyen pensamiento complejo tal como se manifiesta en discurso, o de manera más general,  para cuantificar y visualizar el desarrollo de cualquier fenómeno, como datos fMRI sobre actividad cerebral, que pueden ser caracterizados por cambio en las conexiones a través del tiempo.

### Aplicación de ARE en datos sobre aprendizaje
En ARE, las entradas de actividades de aprendizaje se codifican en presencia de elementos clave en un dominio meta, como ingeniería o periodismo. Para cada dos elementos del ámbito meta, la fuerza de su asociación en una red epistémica es contabilizada con base en la frecuencia de su co-ocurrencia el dato de entrada. El modelo de conexiones entre los elementos a través del tiempo, cuantifica el desarrollo de una red.
Estos modelos pueden ser proyectados en un espacio de altas dimensiones. Las trayectorias de cambio a través del tiempo en las redes se pueden visualizar como caminos a través de este espacio, y las diferencias entre las redes (incluyendo la posible convergencia hacia un configuración ideal) pueden ser medidas calculando la distancia entre las redes. Dado que los cambios en la estructura de la red están enlazados a puntos específicos en tiempo, los ARE puede asociar cambios clave en el pensamiento complejo y colaborativo, con actividades concretas que los estudiantes emprenden.
El toolkit ARE está disponible en línea y ha sido empleado para modelar datos de una amplia variedad de ámbitos, incluyendo datos etnográficos, archivos de registro, datos de videojuego, discurso del profesor en el aula, transcripciones de entrevista,  neurociencia, etcétera. 

## Trabajos selectos
Shaffer, D.W. (2017) Etnografía Cuantitativa, Madison, WI: Cathcart. ISBNISBN 978-0578191683
Shaffer, DW (2007).  Cómo los juegos de computadora ayudan a los niños a aprender.  Nueva York: Palgrave. ISBN 978-0230602526 ISBN 978-0230602526 ISBN 978-0230602526 978-0230602526 
Gee, J. P., & Shaffer, D. W. (octubre/septiembre de 2010). Mirando Donde la Luz es Mala: Videojuegos y el Futuro de Valoración. Phi Delta Kappa Borde Internacional, 6(1).
Shaffer, D. W. (2009). Ordenadores y el Fin de Educación Progresiva. En David Gibson (Ed.) Simulacros digitales para Mejorar Educación:Aprendizaje A través de Entornos de Enseñanza Artificial (pp. 68@–85).Hershey, PA: IGI Global.
Shaffer, D. W. (2009). Wag La Perrera: Juegos, Marcos, y el Problema de Valoración. En R. Fertig (Ed.), Manual de Búsqueda en Eficaz Electrónico Gaming en Educación. (pp. 577@–592). Hershey, PA: IGI Global.
Shaffer, D. W., Hatfield, D., Svarovsky, G. N., Nash, P., Nulty, Un., Bagley, E., Franke, K., Rupp, Un. Un., Mislevy, R. (2009). Análisis de Red epistémica: Un prototipo para valoración de siglo XXI de aprender. La Revista Internacional de Aprender y Medios de comunicación. 1(2), 33-53.
- Análisis de Red epistémica Homepage
- WCER Página de personal
- Ed Psych Página de personal Archivado el 20 de julio de 2011 en Wayback Machine.
- UW Página de expertos
- Perfil de Instituto del Nelson